# Dackelblut
Dackelblut war eine Hamburger Punkband, die von 1994 bis 1999 existierte. Die Band wurde 1994 als Nachfolgerin der ebenfalls aus Hamburg stammenden Punkband Blumen am Arsch der Hölle gegründet, deren Mitglieder Sänger Jens Rachut, Gitarrist Andreas Ness und Bassist Wieland Krämer gewesen waren. Schlagzeuger Heiner Ebber hatte zuvor bei den Waltons in Berlin gespielt.

## Geschichte
Das erste Album Schützen und Fördern wurde 1995 vom Leatherface-Sänger Frankie Stubbs im norwegischen Kuinesdal-Studio aufgenommen und abgemischt. Die Band knüpfte stilistisch an Blumen am Arsch der Hölle sowie an deren Vorgängerprojekten Angeschissen und Das Moor an. Sie coverten Funny van Dannens Song Nimm deine traurigen Lieder von dessen CD Clubsongs (1995). Ein zweiter Longplayer erschien 1997. Fluten und Tauchen wurde von Ian Burgess im französischen Black Box Studio aufgenommen, den Mix besorgte erneut Frankie Stubbs. Beide Alben wurden ausschließlich als Vinyl-Schallplatten veröffentlicht.
Im Jahr 1997 spielte die Band aus Anlass ihrer Japan-Tournee die EP Dackelblut 7″ ein. Sie enthält neben einer japanischen Version des Songs Der Koch einen Gastbeitrag des in Japan populären Berliner Duos Stereo Total. Françoise Cactus sang eine französische Version von Kinder kriegen Kinder. Frankie Stubbs und die Band arbeiteten diesmal im Balls-Studio in Hamburg.
Kurz danach löste sich Dackelblut auf. Die Musiker fanden in den folgenden Jahren bei den Punkbands Oma Hans und Kommando Sonne-nmilch erneut zusammen. Peter Stein veröffentlichte 2002 den etwa halbstündigen Konzertfilm Der Taucher mit dem Anorak über die Band.
Heinz Strunk veröffentlichte einen Song namens Dackelblut in zwei Versionen auf den Alben Trittschall im Kriechkeller (2005) und Sie nannten ihn Dreirad (2015).

## Diskografie
- 1995: Schützen und Fördern (LP, Schiffen/Indigo)
- 1997: Fluten und Tauchen (LP, Schiffen/Indigo)
- 1997: Dackelblut 7″ (EP, Heartfirst)